# هيئة التعليم الصحي في إنجلترا
هيئة التعليم الصحي في إنجلترا (HEE) هي هيئة صحية خاصة تابعة خدمة الصحة الوطنية، تأسست في 28 يونيو 2012 بهدف توفير القيادة الوطنية والمساهمة في التعليم والتدريب في إطار قوة عمل الصحة والصحة العامة في إنجلترا.

## الوظائف
تشتمل الوظائف الرئيسية لهيئة التعليم الصحي في إنجلترا على ما يلي:
- توفير القيادة لنظام التعليم والتدريب الجديد.
- التحقق من أن قوة العمل تمتلك المهارات والسلوكيات والتدريبات المناسبة، وأنها متاحة بأعداد مناسبة، من أجل دعم توفير الرعاية الصحية المتميزة ودفع التحسينات قدمًا.
- دعم موفري الرعاية الطبية والعاملين في الحقل الطبي لتحمل المزيد من المسؤولية عن تخطيط وتفعيل التعليم والتدريب من خلال تطوير مجالس التعليم والتدريب المحلي (LETB)، والتي تعد بمثابة لجان قانونية تابعة لهيئة التعليم الصحي في إنجلترا.
- التحقق من أن شكل ومهارات قوة العمل في مجال الصحة والصحة العامة تتطور مع التغير السكاني والتقني.

## معلومات تاريخية
كانت هيئة التعليم الصحي في إنجلترا واحدة من الجهات الجديدة الواردة في إصلاحات خدمة الصحة القومية في أبريل 2012. ويتم التخطيط لإصدار المزيد من التشريعات لجعل هيئة التعليم الصحي في إنجلترا هيئة عامة مستقلة غير تابعة لوزارة.

## وصلات خارجية
- HEE website